# PureBlack Racing
PureBlack Racing war ein neuseeländisches Straßenradsportteam.
Die Mannschaft wurde 2011 als Continental Team gegründet und behielt diesen Status bis zum Ablauf der Saison 2012. Manager war Greg Cross, der von den Sportlichen Leitern Benny Devcich und Carl Williams unterstützt wurde.

## Saison 2012

### Erfolge in der UCI Oceania Tour
In den Rennen der Saison 2012 der UCI Oceania Tour gelangen die nachstehenden Erfolge.
| Datum     | Rennen                                        | Kat. | Fahrer           |
| --------- | --------------------------------------------- | ---- | ---------------- |
| 8. Januar | Neuseeländische Meisterschaft – Straßenrennen | NC   | James Williamson |

## Saison 2011

### Erfolge in der UCI America Tour
In den Rennen der Saison 2011 der UCI America Tour gelangen die nachstehenden Erfolge.
| Datum    | Rennen                   | Kat. | Fahrer       |
| -------- | ------------------------ | ---- | ------------ |
| 14. Juni | 1. Etappe Tour de Beauce | 2.2  | Scott Lyttle |

### Erfolge in der UCI Oceania Tour
In den Rennen der Saison 2011 der UCI Oceania Tour gelangen die nachstehenden Erfolge.
| Datum      | Rennen                       | Kat. | Fahrer           |
| ---------- | ---------------------------- | ---- | ---------------- |
| 26. Januar | 1. Etappe Tour of Wellington | 2.2  | James Williamson |

### Mannschaft
| Name             | Geburtstag        | Nationalität | Team 2010                         | Team 2012                    |
| ---------------- | ----------------- | ------------ | --------------------------------- | ---------------------------- |
| Daniel Barry     | 29. Januar 1988   | Neuseeland   | Neoprofi                          |                              |
| Glen Chadwick    | 17. Oktober 1976  | Neuseeland   | Budget Forklifts                  |                              |
| Louis Crosby     | 31. Dezember 1989 | Neuseeland   | Subway-Avanti Cycling Team (2009) | BikeNZ PureBlack Racing      |
| Timothy Gudsell  | 17. Februar 1984  | Neuseeland   | Française des Jeux                |                              |
| Taylor Gunman    | 14. März 1991     | Neuseeland   | Neoprofi                          | BikeNZ PureBlack Racing      |
| Mark Langlands   | 9. Juni 1987      | Neuseeland   | Neoprofi                          | Garneau-Quebecor-Norton Rose |
| Scott Lyttle     | 8. Februar 1984   | Neuseeland   | Ride Sport Racing (2009)          |                              |
| James McCoy      | 16. Juni 1990     | Neuseeland   | Neoprofi                          | BikeNZ PureBlack Racing      |
| Michael Northley | 24. März 1987     | Neuseeland   | Land Rover-Orbea (2009)           | Node 4-Giordana Racing       |
| Shem Rodger      | 4. Dezember 1988  | Neuseeland   | Neoprofi                          | BikeNZ PureBlack Racing      |
| Michael Torckler | 12. April 1987    | Neuseeland   | Neoprofi                          | BikeNZ PureBlack Racing      |
| Roman Van Uden   | 29. Oktober 1988  | Neuseeland   | Land Rover-Orbea (2009)           | BikeNZ PureBlack Racing      |
| James Williamson | 27. März 1989     | Neuseeland   | Subway-Avanti                     | BikeNZ PureBlack Racing      |

### Platzierungen in UCI-Ranglisten
UCI America Tour 2011
|      | Fahrer           | Punkte |
| ---- | ---------------- | ------ |
| 128. | James Williamson | 20     |
| 164. | Scott Lyttle     | 16     |
| 326. | Timothy Gudsell  | 5      |

UCI Oceania Tour 2011
|     | Fahrer           | Punkte |
| --- | ---------------- | ------ |
| 7.  | James Williamson | 36     |
| 15. | Timothy Gudsell  | 15     |
| 26. | Scott Lyttle     | 8      |
| 43. | James McCoy      | 3      |

## Platzierungen in UCI-Ranglisten
UCI America Tour
| Saison | Mannschaftswertung | Fahrerwertung           |
| ------ | ------------------ | ----------------------- |
| 2011   | 23.                | James Williamson (128.) |

UCI Oceania Tour
| Saison | Mannschaftswertung | Fahrerwertung         |
| ------ | ------------------ | --------------------- |
| 2011   | 4.                 | James Williamson (7.) |